# Kassymaly Dschantöschew
Kassymaly Dschantöschew (kirgisisch Касымалы Жантөшев; * 15. September 1904; † 13. August 1968) war ein kirgisischer Schriftsteller und Dramatiker. Dschantöschew gilt als einer der bedeutendsten kirgisischen Schriftsteller und als einer der Begründer des kirgisischen Dramas und Theaters. Viele seiner Werke schildern den Wandel der kirgisischen Gesellschaft im 20. Jahrhundert und enthalten sozialistische Themen. Sein bedeutendster Roman ist Kanybek.

## Jugend und Ausbildung
Dschantöschew wurde am 15. September 1904 in eine arme Bauernfamilie im Dorf Tengisbaj oder Tepke, damals Teil des Russischen Reiches, hineingeboren. Seine ersten Erfahrungen bestanden aus Hausarbeit und Schafhüten; er wuchs unter Hirten und Bauern auf. Als Kind rezitierte seine Tante viele Legenden und Geschichten, was Dschantöschews Interesse an Literatur und Kunst weckte. Im Alter von 16 Jahren erlernte er Lesen und Schreiben und war bis 1924 Schüler an einer Dorfschule. Im Jahr 1930 schloss Dschantöschew sein Studium an Pädagogischen Institut Frunse ab. Später wurde er Lehrer an der Hochschule und bildete Dorfräte und Verwalter kollektiver Farmen aus.

## Frühe Werke
Im Jahr 1926, als Dschantöschew noch die Pädagogische Hochschule Frunse besuchte, wurde er zusammen mit dem Regisseur Amankul Kuttubajew und den Schauspielern Aschyraly Botalijew und Kassymaly Eschimbekow in das kirgisische Musik- und Theaterstudio aufgenommen. Später in diesem Jahr schrieb Jantöshev sein erstes Theaterstück, bestehend aus einem Akt mit dem Titel Hirten. Neben der Rolle als Autor des Stücks war Dschantöschew auch der Hauptdarsteller. Im Jahr 1927 schrieb er drei weitere Einakter, darunter eines mit dem Titel „Sohn Lenins“. Zwischen 1928 und 1930 schrieb Jantöshev drei Stücke aus mehreren Aufzügen: Karatschatsch und Alym und Maria, beides Dramen über das Leben kirgisischer Frauen vor der Russischen Revolution. Des Weiteren verfasste er das Drama Lasst die Reichen verlieren. Alle drei Stücke wurden in öffentlichen Theatern aufgeführt, letzteres im Kirgisischen Dramentheater Bischkek.
Im Jahr 1931 war Dschantöschew als Methodologe in das Volkskommissariat für Bildung der Kirgisischen ASSR eingetreten und verbrachte einen Teil der 1930er Jahre in den abgelegenen Bergen im Süden Kirgisistans, wo er die Geschichte des kirgisischen Volkes studierte. Letzteres Erlebnis stärkte Dschantöschews Leidenschaft für das Schreiben, und 1934 trat er dem Verband sowjetischer Schriftsteller bei und wurde Direktor des Kirgisischen Staatlichen Dramatheaters, eine Rolle, die er bis 1946 innehatte. 1937 schrieb Dschantöschew „Dardasch“, ein Theaterstück über die Kollektivierung der kirgisischen Wirtschaft. In dieser Zeit interessierte sich Jantöshev auch für Prosa und schrieb mehrere Kurzgeschichten und Essays.

## Hauptwerke
1938 schrieb Dschantöschew seinen ersten Roman „Zwei junge Leute“. Der Roman wurzelte stark in sozialistischen Themen, insbesondere in den Bereichen Kollektivierung und Klassenkampf. Während der Roman nicht die inneren Gedanken seiner Charaktere untersuchte, veranschaulichte er den sozialistischen Übergang, der in den 1930er Jahren in Kirgisistan stattgefunden hatte, indem er den Konflikt und den Übergang von der alten Vorgehensweise zur neuen Vorgehensweise aus der Perspektive einer Ehe widerspiegelte. Der Roman war bei der kirgisischen Jugend sehr beliebt und wurde zum Vorbild für junge Liebende.
Über einen Zeitraum von 19 Jahren zwischen 1939 und 1958 arbeitete Dschantöschew an seinem Hauptroman Kanybek. Er erschien in vier Bänden geschrieben, die jeweils 1939, 1941, 1948 und 1958 veröffentlicht wurden. Der Roman wird als eines der bekanntesten Werke der kirgisischen Literatur angesehen. Das Buch folgt in der Handlung dem titelgebenden Kanybek, wie er Sklaverei und Feudalismus erlebt, kurzzeitig seine persönliche Freiheit erlangt, nach Sibirien verbannt wird und schließlich einen Klassenkrieg führt, der die Gesellschaftsordnung radikal verändert und die Sowjetherrschaft etabliert.
Im Jahr 1954 veröffentlichte er Kanybek nochmals als Theaterstück, das vielfach aufgeführt wurde. 1979, 10 Jahre nach seinem Tod, wurden Teile seines Theaterstücks vom Filmstudio Kirgisfilm verfilmt.

## Spätes Werk
Für die meiste Zeit seiner Karriere war Dschantöschew politisch aktiv. Viele seiner Werke behandelten den Klassenkampf und die Kollektivierung. Im Jahr 1943 trat er der KPdSU bei. Zwischen 1942 und 1948 schrieb Dschantöschew mehrere Stücke, darunter eines, das dem Heldentum der sowjetischen Revolutionäre gewidmet war, und ein anderes, das dem kirgisischen Sänger Toktogul Satylganow gewidmet war. Während des großen Vaterländischen Krieges verfasste er mehrere Theaterstücke. Am bekanntesten wurde Kim Kantti, eine Komödie über Kollektivbauern im 2. Weltkrieg. In seinen Schriften forderte er die Leser zum Widerstand gegen die Achsenmächte beizutragen. In den späten 1940er und frühen 1950er Jahren schrieb Dschantöschew mehrere Kurzgeschichten und Kinderbücher. Jantöshev übersetzte auch mehrere ausländische Werke ins Kirgisische, vor allem „Wie der Stahl gehärtet wurde“ von Nikolai Ostrowski erlangte Bedeutung. Im Jahr 1948 wurde Dschantöschew Herausgeber des Kirgisischen Staatsverlags und behielt diese Position bis zum folgenden Jahr, als er Leiter der Kunstabteilung des Volkskommissariats der Kirgisischen SSR wurde. Diese Position hatte er bis 1951 inne.
Im Jahr 1958 schrieb Dschantöschew aus Unzufriedenheit über die gemäßigte Haltung der Kirgisischen SSR gegenüber der Religion an Iskak Razzakov, den ersten Sekretär der Kommunistischen Partei Kirgisiens, und Kassy Dikambajew, den Führer der Kirgisischen SSR. Dschantöschew, der mit beiden Beamten befreundet war, forderte sie auf, eine härtere Haltung gegenüber der Religion einzunehmen. Er erklärte, er sei am meisten empört über Beamte, die durch das kommunistische System an die Macht gelangt seien, nur um „mit dem Koran in der Hand Gebete zu verrichten und über die Scharia zu plappern“.
In den 1960er Jahren soll sich Dschantöschews Schreibstil verändert haben; anstatt sich wie zuvor auf die Ideale der Charaktere und Details der Ereignisse zu konzentrieren, konzentrierte sich Dschantöschew stattdessen auf die inneren Gedanken seiner Charaktere. Einige seiner Werke aus dieser Zeit sind Ist es meine Schuld? und Mein Schicksal. Er starb im Alter von 63 Jahren am 13. August 1968 in Frunse. Dschantöschew gilt als Begründer des kirgisischen Dramas.

## Auszeichnungen
- Orden des Roten Banners der Arbeit
- Ehrenzeichen der Sowjetunion
- Medaille „Für heldenmütige Arbeit im Großen Vaterländischen Krieg 1941–1945“